# 원광화
원광화는 최용술과 서복섭의 창시자 밑에서 한국 합기도의 초기 제자 중 한 명이었다. 그는 서울 최초의 무술학교 중 하나인 무술관을 여는 무술의 선구자였다.

## 같이 보기
- 한국 무술
- 합기도

## 참고 자료
- Kimm, He-Young. Hapkido II. Andrew Jackson Press, Baton Rouge, Louisiana 1994